# Hồ Yên Mỹ
Hồ Yên Mỹ là một hồ chứa thủy lợi ở phía nam tỉnh Thanh Hóa. Hồ nằm tại khu vực giáp ranh ba huyện thị Nghi Sơn, Nông Cống và Như Thanh. Hồ có dung tích 87,13 triệu m³ nước, có nhiệm vụ cung cấp nước tưới cho 5.840 ha đất canh tác của thị xã Nghi Sơn và huyện Nông Cống, cắt giảm lũ cho khu vực cũng như cấp nước cho Khu kinh tế Nghi Sơn.
Hồ chứa nước Yên Mỹ được hình thành khi xây dựng đập chắn ngang sông Thị Long (một nhánh của sông Yên) từ năm 1978 đến năm 1984. Trong giai đoạn 2003–2005, hồ được tiến hành sửa chữa, nâng cấp để tăng dung tích nước.